# Ringkøbing-Skjerns kommun
Ringkøbing-Skjerns kommun är en kommun i Region Midtjylland i Danmark. Den bildades i samband med kommunalreformen 2007. Ringkøbing-Skjerns kommun har 58 112 inv. (2007) och är 1494,56 km².

## Administrativ historik
Ringkøbing-Skjerns kommun bildades i samband med kommunreformen 2007 genom en sammanslagning av:
- Egvads kommun
- Ringkøbings kommun
- Skjerns kommun
- Videbæks kommun
- Holmslands kommun